# Grecia la Jocurile Europene din 2015
Grecia participă la Jocurile Europene din 2015 la Baku în Azerbaijan în perioada 12-28 iunie cu o delegație de 132 de sportivi care concurează la 21 sporturi.

## Medaliați
Actualizat pe 24 iunie 2015 la 20:00 (GMT+3).
| Medalie | Nume                   | Sport       | Probă                    | Dată     |
| ------- | ---------------------- | ----------- | ------------------------ | -------- |
| 1       | Eleftherios Petrounias | Gimnastică  | Inele                    | 20 iunie |
| 2       | Michail Tzanos         | Karate      | Kumite -84 kg            | 14 iunie |
| 2       | Vlasios Maras          | Gimnastică  | Bară fixă                | 20 iunie |
| 2       | Dimitrios Dimitriou    | Natație     | 400 m liber              | 20 iunie |
| 3       | Echipa                 | Polo pe apă | Masculin                 | 21 iunie |
| 3       | Echipa                 | Polo pe apă | Feminin                  | 21 iunie |
| 3       | Echipa                 | Tir         | pistol 10 m echipa mixtă | 22 iunie |